# Головатый, Александр Терентьевич
Александр Терентьевич Головатый — советский хозяйственный, государственный и политический деятель.

## Биография
Родился 14 января 1927 года в Запорожье УССР. Умер 2 марта 2003 года в Москве. Член КПСС.
Окончил МИИЖТ.
До 1964 — помощник машиниста электровоза депо станции Чусовская Пермской железной дороги, мастер цеха, 
- заместитель начальника, главный инженер локомотивного депо Пермь-П,

- начальник локомотивного депо станции Ожерелье Московско-Курско-Донбасской железной дороги,

- заместитель начальника службы локомотивного хозяйства Красноярской железной дороги,

- начальник службы локомотивного хозяйства Восточно-Сибирской железной дороги,

- заместитель начальника Восточно-Сибирской железной дороги[1].

- 1964-1968 — начальник Восточно-Сибирской железной дороги[1].

- 1968-1972 — начальник Главного управления локомотивного хозяйства Министерства путей сообщения СССР[1].

- 1972-1977 — заместитель министра путей сообщения СССР[1].

- 1977-1983 — начальник Главного управления по ремонту подвижного состава и производству запасных частей Министерства путей сообщения СССР[1].

- 1983-1985 — директор института «Трансэлектропроект»[1].

- 1985-2001 — главный редактор журнала «Железные дороги мира»[1].

Лауреат Государственной премии СССР (1974, за разработку конструкции, освоение серийного производства и организацию эксплуатации 8-осных магистральных электровозов переменного тока типа ВЛ 80Т с автоматическим электрическим торможением) и Государственной премии Латвийской ССР.
Делегат XXIII съезда КПСС.
Жил в Москве. 

## Награды
- Орден Ленина (25.08.1971)
- Орден Трудового Красного Знамени (1966)
- Орден Знак Почёта (1981)